# Michael Mason (Fußballspieler)
Michael Mason (* 28. Juni 1971 in Kassel) ist ein ehemaliger US-amerikanischer Fußballspieler und heutiger -Trainer. Er besitzt auch die deutsche Staatsangehörigkeit.

## Karriere

### Als Spieler

#### Im Verein
Er spielte von 1995 bis 1997 beim Hamburger SV in der Bundesliga.
Nach der Winterpause 2008/09 wechselte Michael Mason vom Gruppenligisten SV Nordshausen (bei Kassel) zum Regionalligisten KSV Hessen Kassel, wo er die Reserve verstärkte.
Sein Regionalliga-Debüt für den KSV gab der Offensiv-Allrounder am 20. Spieltag, als er in der 83. Minute eingewechselt wurde. In der Hessenliga kam er bislang auf drei Einsätze. Seit der Saison 2011/2012 spielt er in der Kassel Gruppenliga 1 Kreis Nordhessen für den SG Lohre/Niedervorschütz.

#### Im Nationalteam
In der Qualifikation zur Fußball-Weltmeisterschaft 1998 in Frankreich, absolvierte er fünf Länderspiele für die Fußballnationalmannschaft der Vereinigten Staaten.

### Als Trainer
Er war vom 1. Juli 2012 bis zum Sommer 2013 spielender Co-Trainer des SG Lohre/Niedervorschütz. Anschließend kehrte als Co-Trainer zum SV Nordhausen zurück, bevor er am 13. Mai 2014 Cheftrainer seines ehemaligen Vereins SG Lohre/Niedervorschütz ernannt wurde.